# World Series of Poker 2020

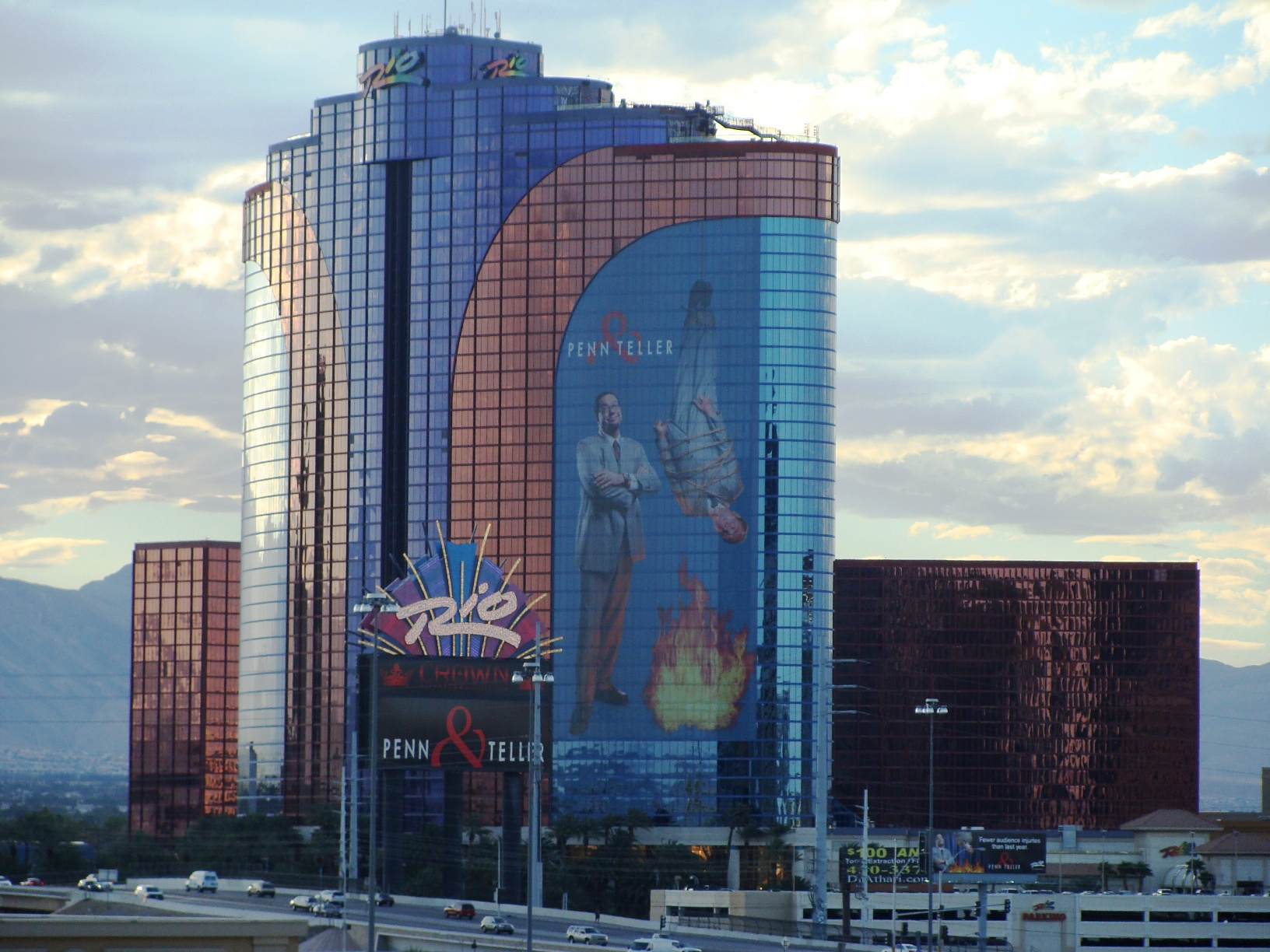
Le Rio All-Suite Hotel & Casino

Les World Series of Poker 2020 sont la 51e édition des World Series of Poker. Initialement prévue du 26 mai au 15 juillet 2020, elle est reportée à l'automne 2020,. Tous les tournois se déroulent au Rio All Suite Hotel and Casino de Las Vegas.